# Peter Drozniak
Peter Drozniak MSC (* 24. Juli 1902 in Herne; † März 1945 in Russland) war ein deutscher römisch-katholischer Geistlicher, Herz-Jesu-Missionar und Märtyrer.

## Leben
Peter Drozniak besuchte das  Gymnasium der Herz-Jesu-Missionare in Hiltrup und trat dem Orden bei. Er studierte im Kloster Oeventrop und wurde am 10. August 1928 in Paderborn zum Priester geweiht. Er unterrichtete an den Ordensschulen in Boppard und Hiltrup mit einem Schwerpunkt auf Musik und Zeichnen. Nach Schließung der Hiltruper Schule durch die Nationalsozialisten am 1. April 1940 wurde er nach Ermland in das 1931 gegründete Missionshaus in Bischofsburg versetzt, dessen Leiter Theodor Kortendieck war. Er war vor allem in Raschung tätig.
Nach der Ermordung von Pater Kortendieck durch Rotarmisten am 4. Februar 1945, begrub er seinen Mitbruder in Prossitten. Zwischen dem 26. Februar und dem 20. März 1945 wurde er von den Rotarmisten verschleppt und starb auf dem Transport zum Nordural an Erschöpfung. Der genaue Todestag ist nicht bekannt. Der Orden zeigte seinen Tod erst am 25. März 1946 an.

## Gedenken
Die deutsche Römisch-katholische Kirche hat Peter Drozniak als Märtyrer aus der Zeit des Nationalsozialismus in das deutsche Martyrologium des 20. Jahrhunderts aufgenommen.